# Borne milliaire du château d'Estoublon
La borne milliaire d'Estoublon, dite aussi du mont Paon ou du domaine d'Estoublon, est une borne milliaire romaine découverte sur la commune de Fontvieille, en France, et conservée au musée de l'Arles antique.

## Description
La borne milliaire porte le chiffre VII, qui indique VII milles, comptés depuis le passage du Rhône à Tarascon.

## Localisation
Cette borne milliaire de la Via Aurelia aurait été trouvée sur la commune de Fontvieille, « près du Mas de Grille-Roubiac », actuel domaine d'Estoublon au flanc du mont Paon (un petit sommet au sud-ouest du Massif des Alpilles), auprès des tombeaux entourant « les ruines de l'ancienne chapelle romane de San-Peiré,  ».
En 1821, il a été envisagé qu'elle ait été découverte quelques kilomètres plus au sud, dans le domaine de Caparon, le long de l'aqueduc, mais cette hypothèse est depuis abandonnée. La littérature penche plutôt pour l'hypothèse qu'elle n'avait que très peu bougé jusqu'au XIXe siècle.

## Historique des déplacements
À la fin du XIXe siècle, la borne a été déplacée aux Baux-de-Provence avant d'être transférée, dans la deuxième partie du XXe siècle, dans le musée de l'Arles antique.
La borne a été classée au titre des monuments historiques en 1927.

## Interprétation

### Datation
Le milliaire est daté précisément de l'année 46 de notre ère, grâce à la titulature de Tibère Claude : "cinquième année de sa puissance tribunicienne", c'est-à-dire qu'elle a été renouvelée cinq fois depuis le 25 janvier 41 ; et "père de la patrie pour la troisième fois", en fait depuis 42.